# Ілльміц
Ілльміц (нім. Illmitz) — ярмаркова громада округу Нойзідль-ам-Зее у землі Бургенланд, Австрія.
Ілльміц лежить на висоті  117 м над рівнем моря і займає площу  91,86 км². Громада налічує 2395 мешканців. 
Густота населення 26/км².  
|                                  |
| Ілльміц на мапі округу та землі. |

 Адреса управління громади:  7142 Illmitz. 

## Демографія
Історична динаміка населення міста за даними сайту Statistik Austria

## Виноски
1. ↑  Dauersiedlungsraum der Gemeinden Politischen Bezirke und Bundesländer - Gebietsstand 1.1.2018 — Статистичне управління Австрії.
2. ↑  Einwohnerzahl 1.1.2018 nach Gemeinden mit Status, Gebietsstand 1.1.2018 — Статистичне управління Австрії.
3. ↑  www.Illmitz.co.at. Архів оригіналу за 11 травня 2022. Процитовано 18 травня 2022.
4. ↑  Gemeindedaten von Illmitz. Архів оригіналу за 29 вересня 2007. Процитовано 20 жовтня 2013.

| Австрія | Це незавершена стаття з географії Австрії. Ви можете допомогти проєкту, виправивши або дописавши її. |